# Douglas DWC
O Douglas World Cruiser foi um requirimento do USAAS (United States Army Air Service) para um avião capaz de realizar o primeiro voo ao redor do mundo. A Douglas Aircraft Company respondeu com uma versão modificada do seu Douglas DT bombardeiro torpedeiro.
Cinco aviões foram ordenados para o voo ao redor do mundo, um para testes e quatro a expedição. O sucesso no World Cruiser fez a Douglas ter muita reputação internacional. O DWC foi após a vitória no World Cruiser modificado para criar a variante Douglas O-5, avião de observação que foi operado pelo USAAS.